# Aphanicercopsis denticulata
Aphanicercopsis denticulata är en bäcksländeart som först beskrevs av Tillyard 1931.  Aphanicercopsis denticulata ingår i släktet Aphanicercopsis och familjen Notonemouridae. Inga underarter finns listade i Catalogue of Life.